# Myrmex
Dans la mythologie grecque, Myrmex ou Myrmix (en grec ancien Μύρμηξ / Mýrmêx, littéralement « fourmi », en latin Myrmix) est une jeune fille d'Attique.
Sa légende nous est uniquement connue grâce à Servius. Favorite d'Athéna, « parce qu'elle était vierge et parce qu'elle se montrait habile de ses mains », elle trompe cependant la déesse en s'emparant d'une de ses inventions, l'araire, et en allant la donner aux hommes. Athéna, dans sa colère, la change en fourmi, la condamnant ainsi à quérir quelques grains de blé pour subsister. Cependant Zeus prend pitié d'elle et lui rend son apparence normale.
Myrmex serait en outre la mère de Mélite (en).